# Відзнаки Міністерства оборони України
Відомчі заохочувальні відзнаки Міністерства оборони  — нагороди Міністерства оборони України, встановлені відповідно до Указу Президента України «Про відомчі заохочувальні відзнаки».

## Система відзнак 2013—2022 років
30 травня 2012 року Президент України В. Ф. Янукович видав Указ, яким затвердив нове положення про відомчі заохочувальні відзнаки; міністрам, керівникам центральних органів виконавчої влади, керівникам (командувачам) військових формувань, державних правоохоронних органів було доручено забезпечити в установленому порядку перегляд актів про встановлення відомчих заохочувальних відзнак, приведення таких актів у відповідність із вимогами цього Указу. Протягом 2012—2013 років була розроблена нова система заохочувальних відзнак Міністерства оборони, що була затверджена наказом міністра П.Лебедєва від 11 березня 2013 року № 165 «Про відомчі заохочувальні відзнаки Міністерства оборони України».
Відзнаки «Вогнепальна зброя» та «Холодна зброя» передбачені Дисциплінарним статутом Збройних Сил України; нове Положення про відзнаки було затверджене наказом Міністерства оборони України від 23 жовтня  2012 року № 693.
Наказом Міністерства оборони України № 705 від 9 грудня 2015 року були встановлені медалі «За зміцнення обороноздатності», «За розвиток військового співробітництва», «Захиснику України», «За сприяння Збройним Силам України».
| Відзнака                                          | Назва                                            | Заснована       | Примітки |
| Пістолет, револьвер, мисливська вогнепальна зброя | «Вогнепальна зброя»                              | 3 вересня 1999  | Нагороджуються військовослужбовці та інші особи за визначні заслуги в забезпеченні обороноздатності України, недоторканності її державного кордону, підтриманні високої бойової готовності військ (сил), зміцненні національної безпеки, боротьбі зі злочинністю, захисті конституційних прав та свобод людини і громадянина, за бездоганну багаторічну службу, зразкове виконання військового та службового обов'язку, виявлені при цьому честь і доблесть. |
| Шабля, палаш, кортик                              | «Холодна зброя»                                  | 3 вересня 1999  | Нагороджуються військовослужбовці та інші особи за визначні заслуги в забезпеченні обороноздатності України, недоторканності її державного кордону, підтриманні високої бойової готовності військ (сил), зміцненні національної безпеки, боротьбі зі злочинністю, захисті конституційних прав та свобод людини і громадянина, за бездоганну багаторічну службу, зразкове виконання військового та службового обов'язку, виявлені при цьому честь і доблесть. |
|                                                   | Нагрудний знак «За військову доблесть»           | 11 березня 2013 | Нагороджуються військовослужбовці Збройних Сил України, які були вже нагороджені нагрудним знаком «За зразкову службу» або «Знак пошани»: - за особисті заслуги у професійній підготовці, підтриманні високої бойової готовності військ, частин, підрозділів протягом двох і більше років; - за освоєння нової бойової техніки за короткий час; - за мужність і відвагу, виявлені на навчаннях, маневрах, під час виконання своїх обов'язків при несенні служби та бойового чергування (чергування), а також під час виконання завдань, пов'язаних з ліквідацією наслідків стихійного лиха, природних та техногенних катастроф, інших надзвичайних ситуацій, при рятуванні людей та матеріальних цінностей; - за самовідданість і стійкість, виявлені під час проходження військової служби; - за відмінні особисті показники у польовій, повітряній та морській виучці. |
|                                                   | Нагрудний знак «Знак пошани»                     | 11 березня 2013 | Нагороджуються військовослужбовці та працівники Збройних Сил України, а також інші особи за значний особистий внесок у справу розбудови, розвитку та забезпечення життєдіяльності Збройних Сил України, досягнення високих показників у військовій, науковій, освітянській та інших сферах діяльності, бездоганну сумлінну службу (працю) та видатні заслуги перед Збройними Силами України. |
|                                                   | Нагрудний знак «За зразкову службу»              | 11 березня 2013 | Нагороджуються військовослужбовці Збройних Сил України за зразкове виконання військового обов'язку, підтримання високої бойової готовності військ (сил), високу професійну майстерність, проявлену під час навчань, бойового чергування (чергування), інспекційних (контрольних) перевірок, самовідданість і стійкість, виявлені під час проходження військової служби, та які за підсумками навчального року оцінені на «відмінно». |
|                                                   | Медаль «За зміцнення обороноздатності»           | 9 грудня 2015   | Нагороджуються особи старшого та вищого офіцерського складу, а також інші особи за особистий внесок у справу зміцнення обороноздатності держави, підтримання високої бойової готовності військ (сил). |
|                                                   | Медаль «За розвиток військового співробітництва» | 9 грудня 2015   | Нагороджуються особи старшого та вищого офіцерського складу, працівники Збройних Сил України, а також інші особи за вагомий внесок у справу розвитку співробітництва у військовій сфері, підтримання миру та дружніх відносин між збройними силами держав. |
|                                                   | Медаль «Захиснику України»                       | 9 грудня 2015   | Нагороджуються військовослужбовці та працівники Збройних Сил України, а також інші особи за особисту мужність і героїзм, незламність духу, проявлені в захисті державного суверенітету та територіальної цілісності України, активну громадську та волонтерську діяльність, зразкове виконання військового (службового) обов'язку в умовах, пов'язаних з ризиком для життя, та інші видатні заслуги перед Збройними Силами України. |
|                                                   | Медаль «За сприяння Збройним Силам України»      | 9 грудня 2015   | Нагороджуються працівники Збройних Сил України та інші особи за значний особистий внесок у справу розвитку Збройних Сил України, плідну співпрацю з Міністерством оборони України та інші видатні заслуги перед Збройними Силами України. |
|                                                   | Медаль «Ветеран служби»                          | 11 березня 2013 | Нагороджуються військовослужбовці Збройних Сил України за високі показники у бойовій і професійній підготовці, зразкове виконання військового обов'язку і мають вислугу 25 і більше календарних років. |
|                                                   | Медаль «20 років сумлінної служби»               | 11 березня 2013 | Нагороджуються військовослужбовці Збройних Сил України, які сумлінно і чесно виконують військовий обов'язок та мають вислугу 20 років у календарному обчисленні. |
|                                                   | Медаль «15 років сумлінної служби»               | 11 березня 2013 | Нагороджуються військовослужбовці Збройних Сил України, які сумлінно і чесно виконують військовий обов'язок та мають вислугу 15 років у календарному обчисленні. |
|                                                   | Медаль «10 років сумлінної служби»               | 11 березня 2013 | Нагороджуються військовослужбовці Збройних Сил України, які сумлінно і чесно виконують військовий обов'язок та мають вислугу 10 років у календарному обчисленні. |
|                                                   | Медаль «За поранення»                            | 13 липня 2019   | Нагороджуються військовослужбовці Збройних сил України, які отримали поранення під час захисту державного суверенітету і територіальної цілісності України. |
| Почесна грамота Міністерства оборони України      | Почесна грамота Міністерства оборони України     | 11 березня 2013 | Нагороджуються військовослужбовці та працівники Збройних Сил України, а також інші особи за значний особистий внесок у справу розвитку Збройних Сил України, високі особисті досягнення у службовій діяльності, відмінні особисті показники у бойовій підготовці, видатні заслуги перед Збройними Силами України, а також командири тих військових частин (підрозділів), які за підсумками навчального року оцінені на «відмінно», зразкове виконання військового (службового) обов'язку та які вже були нагороджені Грамотою Міністерства оборони України, але не раніше ніж через рік після нагородження нею. |
| Грамота Міністерства оборони України              | Грамота Міністерства оборони України             | 11 березня 2013 | Нагороджуються військовослужбовці та працівники Збройних Сил України, а також інші особи за високі особисті досягнення у службі (праці), зразкове виконання службових обов'язків та видатні заслуги перед Збройними Силами України. |
| Подяка Міністерства оборони України               | Подяка Міністерства оборони України              | 11 березня 2013 | Нагороджуються військовослужбовці та працівники Збройних Сил України, а також інші особи за бездоганну службу (працю), старанність, розумну ініціативу та видатні заслуги перед Збройними Силами України. |

Пам'ятний знак «За воїнську доблесть»

Також під час проведення антитерористичної операції на сході України у 2014 році в.о. міністра оборони України М. Коваль та пізніше міністр оборони України В. Гелетей нагороджували військовослужбовців Збройних Сил України заохочувальною відзнакою Міністерства оборони України «Пам'ятний знак „За воїнську доблесть“».

## Діюча система відзнак (з 2022)
Наказом Міністерства оборони України № 392 від 21 листопада 2022 року «Про встановлення відомчих заохочувальних відзнак Міністерства оборони України» були встановлені наступні відомчі заохочувальні відзнаки Міністерства оборони України:
- нагрудний знак «Хрест особливих заслуг»;
- нагрудний знак «За зразкову службу»;
- медаль «Залізний хрест»;
- медаль «Лицарський хрест»;
- медаль «Воєнний хрест»;
- медаль «Хрест доблесті»;
- медаль «За поранення»;
- медаль «Хрест пошани»;
- медаль «Золотий тризуб»;
- медаль «За зміцнення обороноздатності»;
- медаль «Зірка військового братерства»;
- медаль «Захиснику України»;
- медаль «За сприяння обороні»;
- медаль «Хрест Сухопутних військ»;
- медаль «Хрест Повітряних Сил»;
- медаль «Хрест Військово-Морських Сил»;
- медаль «Хрест Сил спеціальних операцій»;
- медаль «Хрест Сил територіальної оборони»;
- медаль «Хрест Сил логістики»;
- медаль «Хрест Сил підтримки»;
- медаль «Хрест Медичних сил»;
- медаль «Хрест Десантно-штурмових військ»;
- медаль «Хрест Військ зв'язку та кібербезпеки»;
- медаль «Хрест ракетних військ і артилерії»;
- медаль «Хрест Державної спеціальної служби транспорту»;
- медаль «Воїн-миротворець»;
- медаль «Ветеран служби»;
- медаль «20 років сумлінної служби»;
- медаль «15 років сумлінної служби»;
- медаль «10 років сумлінної служби».

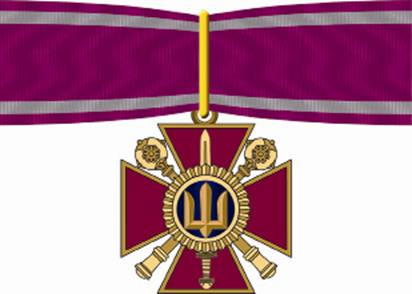
Нагрудний знак «Хрест особливих заслуг»
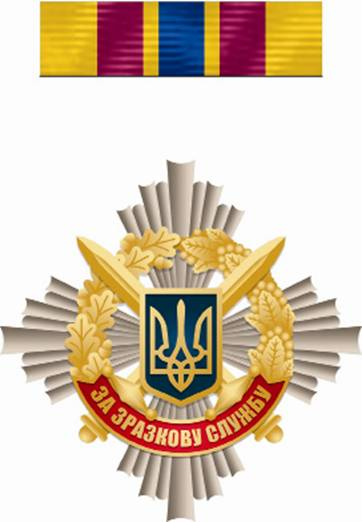
Нагрудний знак «За зразкову службу»
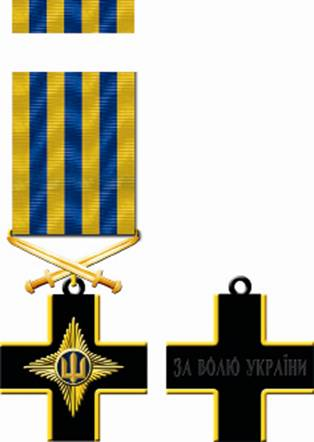
Медаль «Залізний хрест»
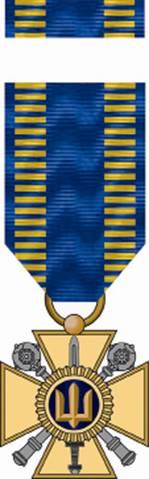
Медаль «Лицарський хрест»
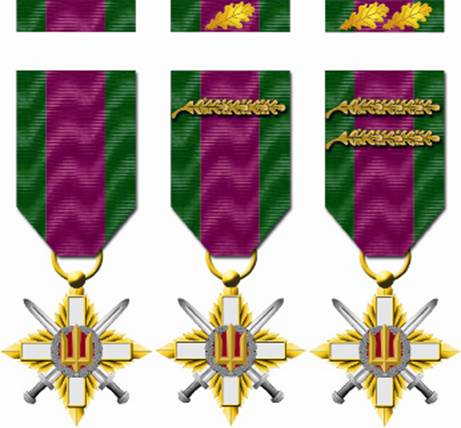
Медаль «Воєнний хрест»
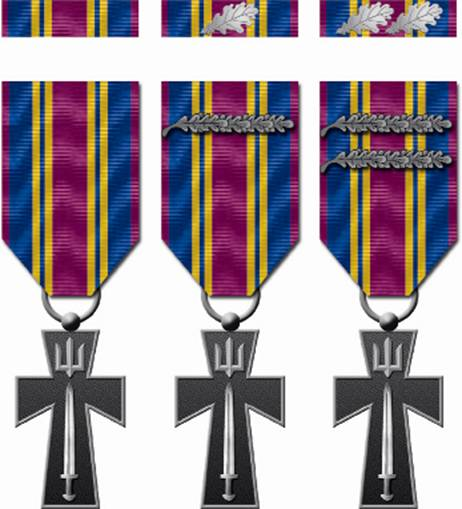
Медаль «Хрест доблесті»
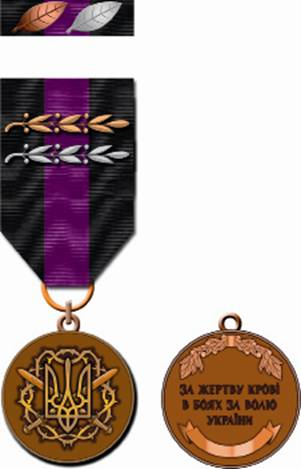
Медаль «За поранення»
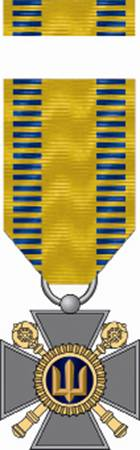
Медаль «Хрест пошани»
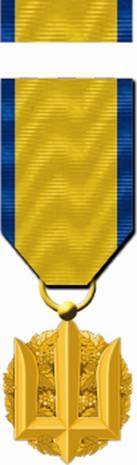
Медаль «Золотий Тризуб»
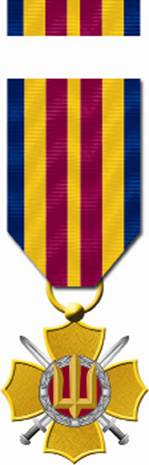
Медаль «За зміцнення обороноздатності»
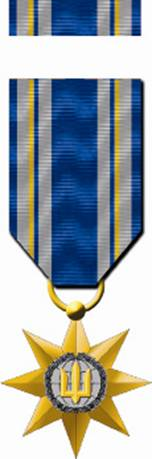
Медаль «Зірка військового братерства»
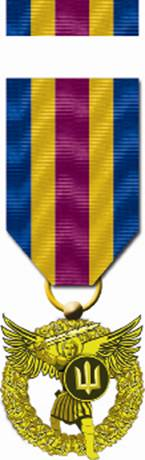
Медаль «Захиснику України»
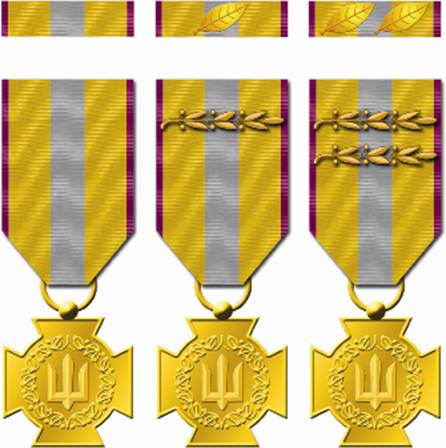
Медаль «За сприяння обороні»
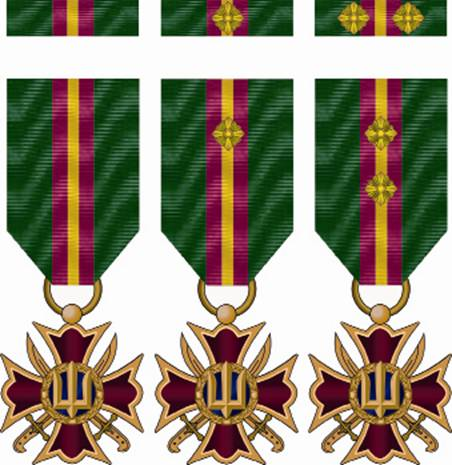
Медаль «Хрест Сухопутних військ»
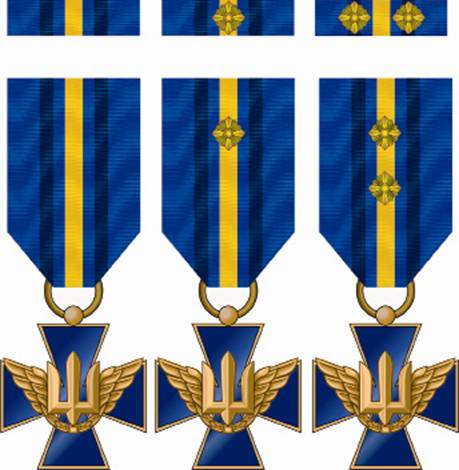
Медаль «Хрест Повітряних Сил»
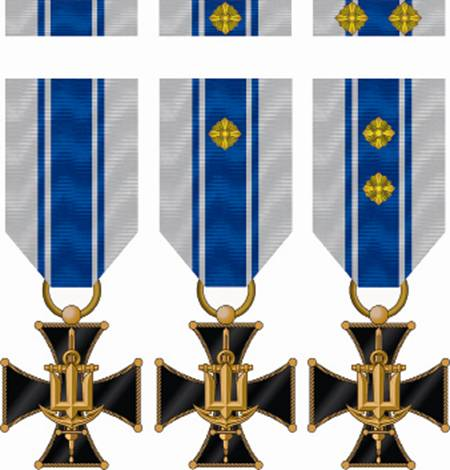
Медаль «Хрест Військово-Морських Сил»
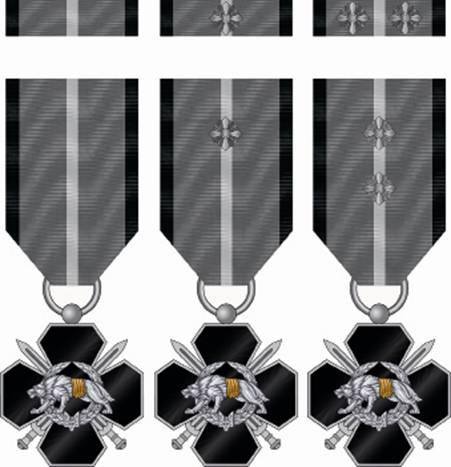
Медаль «Хрест Сил спеціальних операцій»
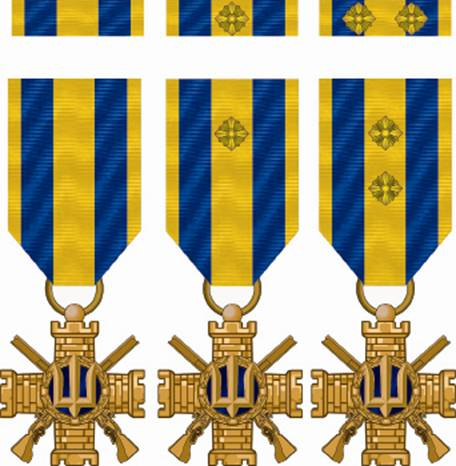
Медаль «Хрест Сил територіальної оборони»
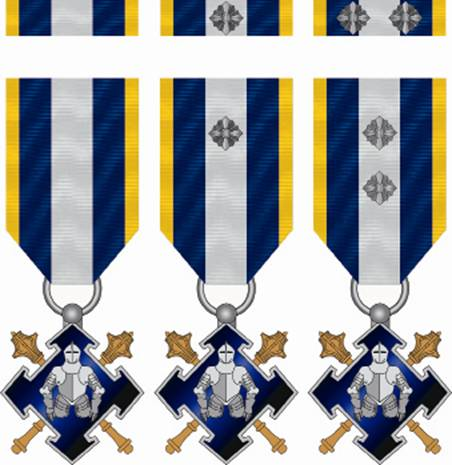
Медаль «Хрест Сил логістики»
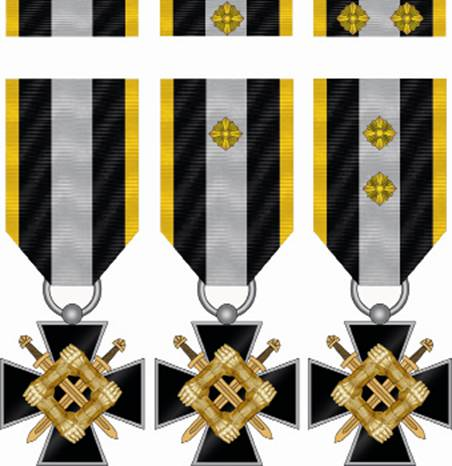
Медаль «Хрест Сил підтримки»
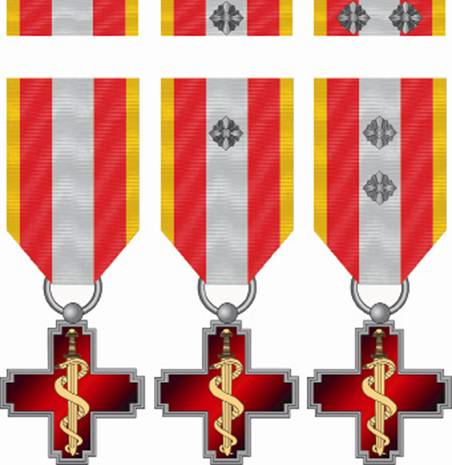
Медаль «Хрест Медичних сил»
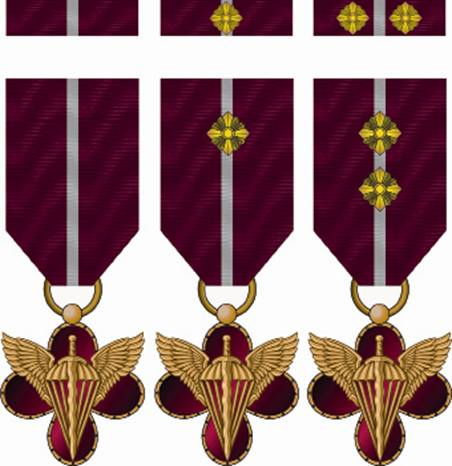
Медаль «Хрест Десантно-штурмових військ»
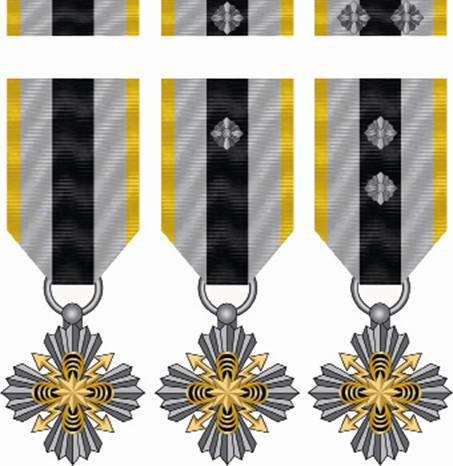
Медаль «Хрест Військ зв’язку та кібербезпеки»
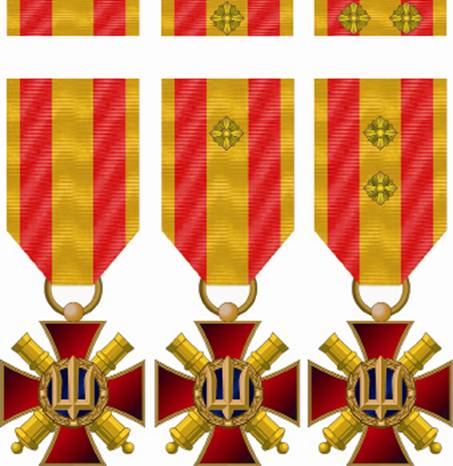
Медаль «Хрест ракетних військ і артилерії»
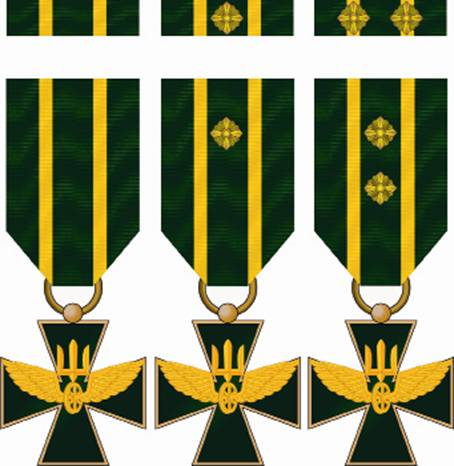
Медаль «Хрест Державної спеціальної служби транспорту»
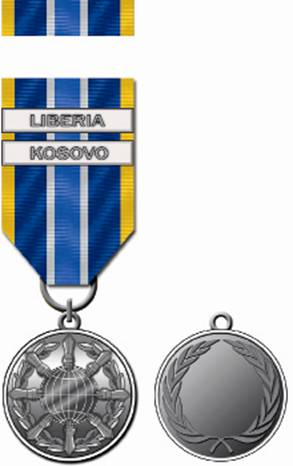
Медаль «Воїн-миротворець»
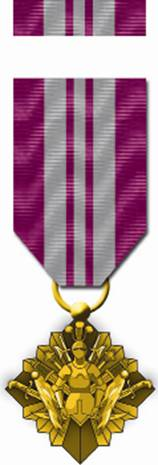
Медаль «Ветеран служби»
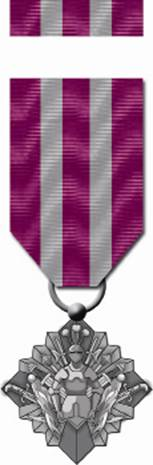
Медаль «20 років сумлінної служби»
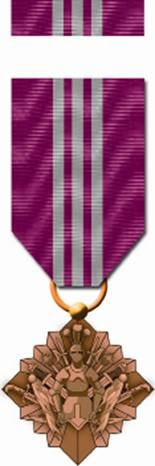
Медаль «15 років сумлінної служби»
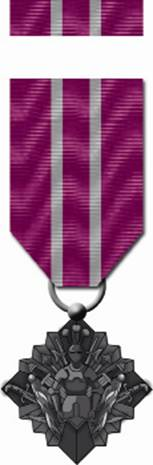
Медаль «10 років сумлінної служби»

Наказом Міністерства оборони України № 436 від 16 грудня 2022 року «Про внесення змін до деяких нормативно-правових актів Міністерства оборони України» був виключений ряд відзнак, встановлених наказом № 165 від 11 березня 2013 року (з наступними змінами), що входили у діючу в 2013—2022 роках систему нагород, у зв'язку з встановленням однойменних відзнак у новій системі. Чинними залишилися положення щодо наступних відомчих заохочувальних відзнак Міністерства оборони України:
- нагрудний знак «За військову доблесть»;
- нагрудний знак «Знак пошани»;
- медаль «За розвиток військового співробітництва»;
- медаль «За сприяння Збройним Силам України»;
- Почесна грамота Міністерства оборони України;
- Грамота Міністерства оборони України;
- Подяка Міністерства оборони України.

Також чинними залишаються положення Наказу Міністерства оборони України № 693 від 23 жовтня 2012 року «Про затвердження Положення про відомчі заохочувальні відзнаки Міністерства оборони України „Вогнепальна зброя“ і „Холодна зброя“», якими встановлені відомчі заохочувальні відзнаки Міністерства оборони України:
- «Вогнепальна зброя»;
- «Холодна зброя».